# Marduk
Marduk (sum. damar-dutu, tłum. „Młody byczek boga Utu”) – bóstwo opiekuńcze miasta Babilon, najważniejszy bóg panteonu babilońskiego, syn boga Enki/Ea, małżonek bogini Sarpanitu, utożsamiany z planetą  Jowisz i Syriuszem.
Ze względu na pozycję miasta, Marduk szybko stał się naczelnym bóstwem Mezopotamii. W szczytowym nasileniu kultu innych bogów uważano za jego sługi bądź jedynie inne aspekty jego osobowości. Jego kult stał się również popularny w Asyrii.
Symbolem Marduka było trójkątne narzędzie rolnicze – łopata lub motyka – zwane marru (ponieważ na początku był najprawdopodobniej, jak inni bogowie, jedynie lokalnym bóstwem rolniczym). Towarzyszył mu wąż-smok Muszhuszu.
Kojarzy się go przede wszystkim z takimi dziedzinami, jak magia, mądrość, woda i sądownictwo – im bowiem patronował.